# Gordon Wolf
Gordon Wolf (né le 17 janvier 1990) est un athlète allemand spécialiste du lancer du disque. 

## Carrière

### Palmarès
| Année | Compétition                  | Lieu      | Résultat | Performance |
| ----- | ---------------------------- | --------- | -------- | ----------- |
| 2008  | Championnats du monde junior | Bydgoszcz | 1er      | 62,00 m     |
| 2009  | Championnats d’Europe junior | Novi Sad  | 2e       | 63,02 m     |

### Records
| Épreuve          | Performance | Lieu      | Date       |
| ---------------- | ----------- | --------- | ---------- |
| Lancer du disque | 62,16 m     | Wiesbaden | 8 mai 2010 |